# پرستار بچه (فیلم ۱۹۹۹)
پرستار بچه (ایتالیایی: La balia) فیلمی به کارگردانی مارکو بلوکیو است که در سال ۱۹۹۹ منتشر شد. از بازیگران آن می‌توان به ولری برونی تدسکی و میکله پلاچیدو اشاره کرد.